# Quinn Cummings
Quinn Cummings (født 13. august 1967) er en amerikansk skuespiller, iværksætter, opfinder og blogger. Hun er bedst kendt for rollen som Lucy McFadden i Neil Simons Hvem sover hvor? og for sin tilbagevendende rolle som Annie Cooper i tv-serien Family.
Hun har skrevet en memoir Notes From The Underwire. Hendes anden bog, The Year of Learning Dangerously, om hjemmeundervisning i USA, blev udgivet i august 2012. I 2013 udkom Pet Sounds, en samling essays om livet med dyr.